# Lijst van nationale feestdagen
Hieronder een lijst van nationale feestdagen, alfabetisch gerangschikt per land en op datum.

## Nationale feestdagen op alfabetische volgorde van landnaam
Nationale feestdagen van onafhankelijke staten naar de dag van de gregoriaanse kalender, in vrijwel alle landen van de wereld geldt de officiële kalender. In sommige landen wordt naast de gregoriaanse kalender voor religieuze of traditionele doeleinden ook een andere kalender gehanteerd. Sommige landen hebben meerdere nationale dagen, zoals Hongarije en Malta. Daarbij is hier gekozen voor de datum van de onafhankelijkheid (zoals bij Malta) of de datum die door de eventuele ambassade van betreffend land in Nederland als nationale dag wordt gehanteerd (zoals bij Hongarije: de datum van de Hongaarse opstand in 1956). In sommige monarchieën wordt ook veel betekenis toegekend aan de datum van de troonsbestijging of de verjaardag van het staatshoofd, zoals in Nederland (Koningsdag), Marokko en Japan, maar dat is dan strikt genomen niet de nationale feestdag.

### A
- Afghanistan: 19 augustus (soms op 18 augustus, i.v.m. de conversie van "28 Asad" naar de westerse kalender)
- Albanië: 28 november
- Algerije: 1 november
- Andorra: 8 september
- Angola: 11 november
- Antigua en Barbuda: 1 november
- Argentinië: 25 mei
- Armenië: 28 mei
- Australië: 26 januari
- Azerbeidzjan: 28 mei

### B
- Bahama's: 10 juli
- Bahrein: 16 december
- Bangladesh: 26 maart
- Barbados: 30 november
- België: 21 juli
- Belize: 10 september
- Benin: 1 augustus
- Bhutan: 17 december
- Bolivia: 6 augustus
- Bosnië en Herzegovina: 1 maart
- Botswana: 30 september
- Brazilië: 7 september
- Brunei: 23 februari
- Bulgarije: 3 maart
- Burkina Faso: 11 december
- Burundi: 1 juli

### C
- Cambodja: 9 november
- Canada: 1 juli
- Centraal-Afrikaanse Republiek: 1 december
- Chili: 18 september
- China: 1 oktober
- Colombia: 20 juli
- Comoren: 6 juli
- Congo-Brazzaville: 15 augustus
- Congo-Kinshasa: 30 juni
- Costa Rica: 15 september
- Cuba: 1 januari
- Cyprus: 1 oktober

### D
- Denemarken: 5 juni
- Djibouti: 27 juni
- Dominica: 3 november
- Dominicaanse Republiek: 27 februari
- Duitsland: 3 oktober

### E
- Ecuador: 10 augustus
- Egypte: 23 juli
- El Salvador: 15 september
- Equatoriaal-Guinea: 12 oktober
- Eritrea: 24 mei
- Estland: 24 februari
- Ethiopië: 28 mei

### F
- Fiji: 10 oktober
- Filipijnen: 12 juni
- Finland: 6 december
- Frankrijk: 14 juli

### G
- Gabon: 17 augustus
- Gambia: 18 februari
- Georgië: 26 mei
- Ghana: 6 maart
- Grenada: 7 februari
- Griekenland: 25 maart
- Guatemala: 15 september
- Guinee: 2 oktober
- Guinee-Bissau: 24 september
- Guyana: 23 februari

### H
- Haïti: 1 januari
- Honduras: 15 september
- Hongarije: 15 maart, 20 augustus, 23 oktober

### I
- Ierland: 17 maart
- IJsland: 17 juni
- India: 26 januari
- Indonesië: 17 augustus
- Irak: 3 oktober
- Iran: 11 februari
- Israël: wisselende datum i.v.m. de joodse kalender
- Italië: 25 april
- Ivoorkust: 7 augustus

### J
- Jamaica: eerste maandag van augustus
- Japan: 11 februari
- Jemen: 22 mei
- Jordanië: 25 mei

### K
- Kaapverdië: 5 juli
- Kameroen: 20 mei
- Kazachstan: 30 augustus
- Kenia: 12 december
- Kirgizië: 31 augustus
- Kiribati: 12 juli
- Koeweit: 25/26 februari
- Kosovo: 17 februari
- Kroatië: 25 juni

### L
- Laos: 2 december
- Lesotho: 4 oktober
- Letland: 18 november
- Libanon: 22 november
- Liberia: 26 juli
- Libië: 17 februari
- Liechtenstein: 15 augustus
- Litouwen: 16 februari
- Luxemburg: 23 juni

### M
- Madagaskar: 26 juni
- Malawi: 6 juli
- Maldiven: 26 juli
- Maleisië: 31 augustus
- Mali: 22 september
- Malta: 21 september
- Marokko: 18 november
- Marshalleilanden: 1 mei
- Mauritanië: 28 november
- Mauritius: 12 maart
- Mexico: 16 september
- Micronesia: 3 november
- Moldavië: 27 augustus
- Monaco: 19 november
- Mongolië: 11 juli
- Montenegro: 21 mei
- Mozambique: 25 juni
- Myanmar: 4 januari

### N
- Namibië: 21 maart
- Nauru: 31 januari
- Nederland: 5 mei
- Nepal: 25 september
- Nicaragua: 15 september
- Nieuw-Zeeland: 6 februari
- Niger: 18 december
- Nigeria: 29 mei
- Noord-Korea: 9 september
- Noord-Macedonië: 2 augustus
- Noorwegen: 17 mei

### O
- Oeganda: 9 oktober
- Oekraïne: 24 augustus
- Oezbekistan: 1 september
- Oman: 18 november
- Oost-Timor: 28 november
- Oostenrijk: 26 oktober

### P
- Pakistan: 14 augustus
- Palau: 9 juli
- Palestina: 15 november
- Panama: 3 november
- Papoea-Nieuw-Guinea: 16 september
- Paraguay: 14 mei
- Peru: 28 juni
- Polen: 3 mei
- Portugal: 10 juni

### Q
- Qatar: 18 december

### R
- Roemenië: 1 december
- Rusland: 12 juni
- Rwanda: 1 juli

### S
- Saint Kitts en Nevis: 19 september
- Saint Lucia: 13 december
- Saint Vincent en de Grenadines: 27 oktober
- Salomonseilanden: 7 juli
- Samoa: 1 juni
- San Marino: 3 september
- Sao Tomé en Principe: 12 juli
- Saoedi-Arabië: 23 september
- Senegal: 4 april
- Servië: 15 februari
- Seychellen: 18 juni
- Sierra Leone: 27 april
- Singapore: 9 augustus
- Slovenië: 25 juni
- Slowakije: 1 januari
- Soedan: 1 januari
- Somalië: 1 juli
- Spanje: 12 oktober
- Sri Lanka: 4 februari
- Suriname: 25 november
- Swaziland: 6 september
- Syrië: 17 april

### T
- Tadzjikistan: 9 september
- Taiwan: 10 oktober
- Tanzania: 26 april
- Thailand: 5 december
- Togo: 27 april
- Tonga: 4 juni
- Trinidad en Tobago: 31 augustus
- Tsjaad: 11 augustus
- Tsjechië: 28 oktober
- Tunesië: 20 maart
- Turkije: 29 oktober
- Turkmenistan: 27 september
- Tuvalu: 1 oktober

### U
- Uruguay: 25 augustus

### V
- Vanuatu: 30 juli
- Vaticaanstad: 11 februari
- Venezuela: 5 juli
- Verenigd Koninkrijk: 2e zaterdag in juni
- Verenigde Arabische Emiraten: 2 december
- Verenigde Staten: 4 juli
- Vietnam: 2 september

### W
- Wit-Rusland: 3 juli

### Z
- Zambia: 24 oktober
- Zimbabwe: 18 april
- Zuid-Afrika: 27 april
- Zuid-Korea: 1 maart
- Zuid-Soedan: 9 juli
- Zweden: 6 juni
- Zwitserland: 1 augustus

## Nationale feestdagen op volgorde van kalenderdatum

### Januari
- 1 januari: Cuba, Haïti, Slowakije, Soedan
- 4 januari: Myanmar
- 26 januari: Australië, India
- 31 januari: Nauru

### Februari
- 4 februari: Sri Lanka
- 6 februari: Nieuw-Zeeland
- 7 februari: Grenada
- 11 februari: Iran, Japan, Vaticaanstad
- 15 februari: Servië
- 16 februari: Litouwen
- 17 februari: Kosovo, Libië
- 18 februari: Gambia
- 23 februari: Brunei, Guyana
- 24 februari: Estland
- 25/26 februari: Koeweit
- 27 februari: Dominicaanse Republiek

### Maart
- 1 maart: Bosnië en Herzegovina, Zuid-Korea
- 3 maart: Bulgarije
- 6 maart: Ghana
- 12 maart: Mauritius
- 17 maart: Ierland
- 20 maart: Tunesië
- 21 maart: Namibië
- 25 maart: Griekenland
- 26 maart: Bangladesh

### April
- 4 april: Senegal
- 17 april: Syrië
- 18 april: Zimbabwe
- 25 april: Italië
- 26 april: Tanzania
- 27 april: Sierra Leone, Togo, Zuid-Afrika

### Mei
- 1 mei: Marshalleilanden
- 3 mei: Polen
- 5 mei: Nederland
- 14 mei: Paraguay
- 17 mei: Noorwegen
- 20 mei: Kameroen
- 21 mei: Montenegro
- 22 mei: Jemen
- 24 mei: Eritrea
- 25 mei: Jordanië, Argentinië
- 26 mei: Georgië
- 28 mei: Azerbeidzjan, Armenië, Ethiopië
- 29 mei: Nigeria

### Juni
- 1 juni: Samoa
- 4 juni: Tonga
- 5 juni: Denemarken
- 6 juni: Zweden
- 2e zaterdag in juni: Verenigd Koninkrijk
- 10 juni: Portugal
- 12 juni Filipijnen, Rusland
- 17 juni: IJsland
- 18 juni: Seychellen
- 23 juni Luxemburg
- 25 juni: Kroatië, Mozambique, Slovenië
- 26 juni Madagaskar
- 27 juni: Djibouti
- 28 juni: Peru
- 30 juni: Congo-Kinshasa

### Juli
- 1 juli: Burundi, Canada, Rwanda, Somalië
- 3 juli: Wit-Rusland
- 4 juli: Verenigde Staten
- 5 juli: Kaapverdië, Venezuela
- 6 juli: Comoren, Malawi
- 7 juli: Salomonseilanden
- 9 juli: Palau, Zuid-Soedan
- 10 juli: Bahama's
- 11 juli: Mongolië
- 12 juli: Kiribati, Sao Tomé en Principe
- 14 juli: Frankrijk
- 20 juli: Colombia
- 21 juli: België
- 23 juli: Egypte
- 26 juli: Liberia, Maldiven
- 30 juli: Vanuatu

### Augustus
- eerste maandag van augustus: Jamaica
- 1 augustus: Benin, Zwitserland
- 2 augustus: Noord-Macedonië
- 6 augustus: Bolivia
- 7 augustus: Ivoorkust
- 9 augustus: Singapore
- 10 augustus: Ecuador
- 11 augustus: Tsjaad
- 14 augustus: Pakistan
- 15 augustus: Congo-Brazzaville, Liechtenstein
- 17 augustus: Gabon, Indonesië
- 19 augustus: Afghanistan
- 24 augustus: Oekraïne
- 25 augustus: Uruguay
- 27 augustus: Moldavië
- 31 augustus: Kirgizië, Maleisië, Trinidad en Tobago

### September
- 1 september: Oezbekistan
- 2 september: Vietnam
- 3 september: San Marino
- 6 september: Swaziland
- 7 september: Brazilië
- 8 september: Andorra
- 9 september: Noord-Korea, Tadzjikistan
- 10 september: Belize
- 15 september: Costa Rica, El Salvador, Guatemala, Honduras, Nicaragua
- 16 september: Mexico, Papoea-Nieuw-Guinea
- 18 september: Chili
- 19 september: Saint Kitts en Nevis
- 21 september: Malta
- 22 september: Mali
- 23 september: Saoedi-Arabië
- 24 september: Guinee-Bissau
- 25 september: Nepal
- 27 september: Turkmenistan
- 30 september: Botswana, Kazachstan

### Oktober
- 1 oktober: China, Cyprus, Tuvalu
- 2 oktober: Guinee
- 3 oktober: Duitsland, Irak
- 4 oktober: Lesotho
- 9 oktober: Oeganda
- 10 oktober: Fiji, Taiwan
- 12 oktober: Equatoriaal-Guinea, Spanje
- 23 oktober: Hongarije
- 24 oktober: Zambia
- 26 oktober: Oostenrijk
- 27 oktober: Saint Vincent en de Grenadines
- 28 oktober: Tsjechië
- 29 oktober: Turkije

### November
- 1 november: Algerije, Antigua en Barbuda
- 3 november: Dominica, Micronesia, Panama
- 9 november: Cambodja
- 11 november: Angola
- 15 november: Palestina
- 18 november: Letland, Marokko, Oman
- 19 november: Monaco
- 22 november: Libanon
- 25 november: Suriname
- 28 november: Albanië, Mauritanië, Oost-Timor
- 30 november: Barbados

### December
- 1 december: Centraal-Afrikaanse Republiek, Roemenië
- 2 december: Laos, Verenigde Arabische Emiraten
- 5 december: Thailand
- 6 december: Finland
- 11 december: Burkina Faso
- 12 december: Kenia
- 13 december: Saint Lucia
- 16 december: Bahrein
- 17 december: Bhutan
- 18 december: Niger, Qatar